# Microcrasis lonchaeae
Microcrasis lonchaeae är en stekelart som först beskrevs av Costa Lima 1937.  Microcrasis lonchaeae ingår i släktet Microcrasis och familjen bracksteklar. Inga underarter finns listade i Catalogue of Life.